# Leninskoje (Kirow)
Leninskoje (russisch Ле́нинское) ist eine Siedlung städtischen Typs in der Oblast Kirow in Russland mit 5054 Einwohnern (Stand 14. Oktober 2010).

## Geographie
Der Ort liegt gut 150 km Luftlinie westsüdwestlich des Oblastverwaltungszentrums Kirow. Er befindet sich unmittelbar an der Quelle des linken Wetluga-Nebenflusses Bolschaja Kakscha (Große Kakscha).
Leninskoje ist Verwaltungszentrum des Rajons Schabalinski sowie Sitz der Stadtgemeinde Leninskoje gorodskoje posselenije. Zu dieser gehören weitere 37 Dörfer und ländliche Siedlungen, von denen nur vier über 100 Einwohner haben, dagegen 18 unter zehn oder keine ständigen Einwohner.(Stand 14. Oktober 2010).

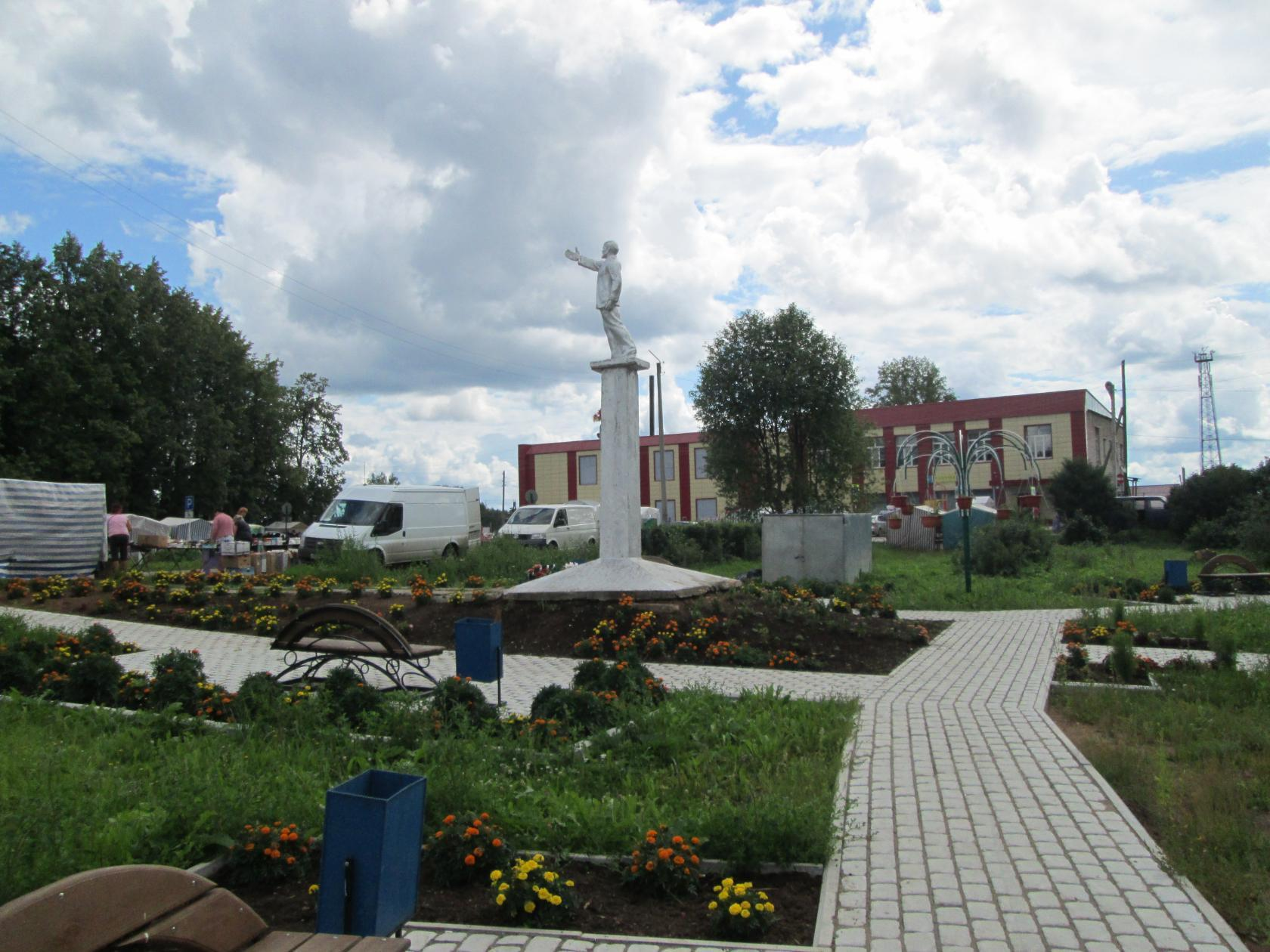
Lenin-Denkmal in Leninskoje
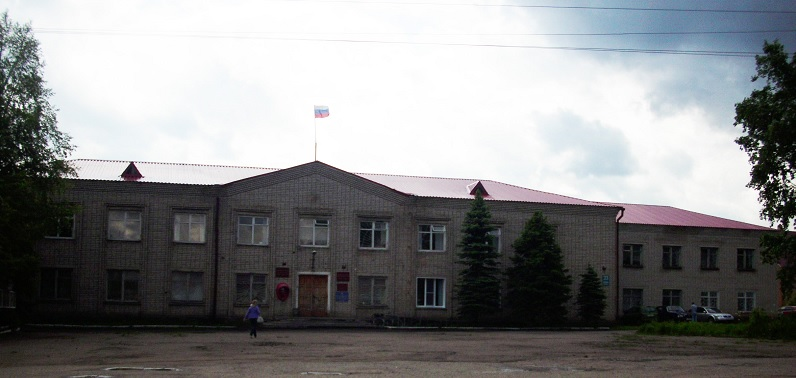
Gebäude der Rajonverwaltung

## Geschichte
Als Gründungsjahr des Ortes gilt 1854, als dort die Bogorodskaja-Kirche (von russisch Bogorodiza für „Gottesmutter“) errichtet wurde. Das Dorf wurde dementsprechend Bogorodskoje genannt. Einen Aufschwung nannt das Dorf mit der Vorbeiführung der Eisenbahnstrecke Sankt Petersburg – Wologda – Wjatka (heute Kirow) 1906, die später auf diesem Abschnitt Teil der Hauptstrecke der Transsibirischen Eisenbahn wurde. Wenig östlich des Ortes wurde die nach einer nahen Ansiedlung Schabalino genannte Station errichtet.
Das Dorf Bogorodskoje erhielt 1924 nach dem im gleichen Jahr verstorbenen Revolutionsführer Lenin seinen heutigen Namen und wurde 1929 Verwaltungssitz eines neu geschaffenen Rajons, der allerdings nach der Bahnstation benannt wurde. Die Stationssiedlung wurde später nach Leninskoje eingemeindet. Seit 10. Januar 1945 besitzt der Ort den Status einer Siedlung städtischen Typs.

### Bevölkerungsentwicklung
| Jahr | Einwohner |
| ---- | --------- |
| 1939 | 2507      |
| 1959 | 4911      |
| 1970 | 5346      |
| 1979 | 5722      |
| 1989 | 5916      |
| 2002 | 5490      |
| 2010 | 5054      |

Anmerkung: Volkszählungsdaten

## Verkehr
In Leninskoje befindet sich die Station Schabalino bei Kilometer 794 der auf diesem Abschnitt 1906 eröffneten und seit 1969 elektrifizierten Hauptstrecke der Transsibirischen Eisenbahn. Südlich der Siedlung verläuft die der Bahnstrecke folgende Regionalstraße 33K-004, die von Kotelnitsch über Swetscha kommend weiter zur etwa 40 km entfernten Grenze der Oblast Kostroma führt (dort weiter in Richtung Ponasyrewo – Scharja).